# Барашево (Атюрьевский район)
Барашево — деревня в Атюрьевском районе Мордовии. Входит в состав Мордовско-Козловского сельского поселения.

## История
В «Списке населённых мест Тамбовской губернии» за 1866 год значится казенной деревней в 72 двора входящей в состав Темниковского уезда.

## Население
| 2002 | 2010 |
| ---- | ---- |
| 149  | ↘132 |

Национальный состав
Согласно результатам Всероссийской переписи населения 2002 года, в национальной структуре населения мордва — 99 %.